# Sitio de Santarém
En el ámbito de la Reconquista, el sitio de Santarém en 1184, enfrentó a las fuerzas portuguesas que defendían esta ciudad, lideradas por Alfonso I de Portugal, con el apoyo de las tropas del reino de León de Fernando II contra el asedio del ejército almohade liderado por el califa Abu Yaacub Yúsuf.

## Antecedentes
Hacia 1183, el imperio almohade en al-Ándalus sufría la presión agresiva de las incursiones de las fuerzas leonesas y portuguesas, al sur de la península. En respuesta de este hostigamiento, en diciembre de ese año el califa Abu Yaacub Yúsuf puso en marcha un gran ejército con el que cruzó el estrecho de Gibraltar y entró en la ciudad de Sevilla el 25 de mayo de 1184. El día 7 de junio, salía hacia Badajoz, para luego dirigirse al oeste para sitiar la población de Santarém, que había sido tomada por Alfonso I de Portugal en 1147.

## Cerco
Los almohades llegaron a la población el 27 de junio. La ciudad estaba defendida por Alfonso I de Portugal y el asedio duró hasta el 29 de julio de 1184, cuando en un combate el califa al-Mumin Abu Yaacub resultó herido muy grave en el combate, falleciendo pocos días después.